# Georgij Balakšin
Georgij Ruslanovič Balakšin (in russo Георгий Русланович Балакшин?, Traslitterazione anglosassone Georgy Ruslanovich Balakshin; Antonovka, 6 marzo 1980) è un pugile russo, vincitore della medaglia di bronzo nella categoria dei pesi mosca al torneo di pugilato delle Olimpiadi di Pechino del 2008, e tre volte medaglia d'oro ai campionati europei.

## Carriera pugilistica

### Europei dilettanti

#### Perm 2002
- Batte Aleksander Władimirow ( Bulgaria)

#### Pola 2004
- Batte Nikoloz Izoria ( Georgia)

#### Plovdiv 2006
- Batte Frantisek Faber ( Rep. Ceca) 27-3
- Batte Igor Samoylenko ( Moldavia) 34-16
- Batte Bato-Munko Vankeev ( Bielorussia) 28-9
- Batte Samir Mammadov ( Azerbaigian) 43-30

### Olimpiadi

#### Pechino 2008
- Batte Mirat Sarsenbayev ( Kazakistan) 12-4
- Batte Jitender Kumar ( India) 15-11
- Sconfitto da Andry Laffita ( Cuba) 8-9